# Doratoxylon stipulatum
Doratoxylon stipulatum är en kinesträdsväxtart som beskrevs av René Paul Raymond Capuron. Doratoxylon stipulatum ingår i släktet Doratoxylon och familjen kinesträdsväxter. Inga underarter finns listade i Catalogue of Life.